# Anduise
L'Anduise est une petite rivière du nord de l'Allier, en région Auvergne-Rhône-Alpes, et un affluent de la Bieudre, donc un sous-affluent de la Loire, par l'Allier.

## Géographie
Longue de 13,3 kilomètres, elle traverse Lurcy-Lévis et se jette dans la Bieudre près de Pouzy-Mésangy.
Elle coule globalement de l'ouest vers l'est.

## Communes traversées
Dans le seul département de l'Allier, l'Anduise traverse quatre communes :
- dans le sens amont vers aval : Couleuvre (source), Lurcy-Lévis, Neure, Pouzy-Mésangy (confluence).

## Affluents
L'Anduise a trois affluents référencés dont un bras, soit deux affluents :
- la Barre, ou ruisseau de larraud, ou ruisseau de la Vallée (rg), 7,5 km sur la seule commune de Lurcy-Levis avec deux affluents :
  -  ?, 0,5 km sur la seule commune de Lurcy-Levis
  - le Larraud, 3,1 km sur la seule commune de Lurcy-Levis avec un affluent :
    - le ruisseau de Larraud, 0,8 km sur la seule commune de Lurcy-Levis
- un bras donc affluent et défluent, 3,9 km sur les deux communes de Lurcy-Levis et Neure
- le rio Menan (rg), 3,2 km sur les deux communes de Lurcy-Levis et Neure.

Le rang de Strahler est donc de quatre.

## Hydrographie
l'Anduise traverse une seule zone hydrographique 'La Bieudre du rua de Civrais (NC) à l'Allier (NC)' (K362) de 335 km2 de superficie. Ce bassin versant est constitué  de 85,80 % de territoires agricoles, de 12,73 % de fortes et milieux semi-naturels, de 1,24 % de territoires artificialisés, de 0,07 % de surfaces en eau.